# Eragrostis turgida
Eragrostis turgida là một loài thực vật có hoa trong họ Hòa thảo. Loài này được (Schumach.) De Wild. mô tả khoa học đầu tiên năm 1910.